# Szász István (festő)
Szász István (Kolozsvár, 1878. december 8. – Budapest, 1965. szeptember 29.) magyar festőművész, főiskolai tanár.

## Élete
Elemi és középiskoláit szülővárosában végezte. Felsőfokú tanulmányait a Képzőművészeti Főiskolán folytatta 1901 és 1906 között. 1905-től állított ki a Műcsarnokban és a Nemzeti Szalonban.
Az első világháborúban a szerb fronton harcolt, ahol fogságba esett. Borzalmas, téli körülmények között, ellátmány nélkül, gyalog hajtották 800 kilométeren keresztül (Balkáni halálmars), míg Albániában hajóra rakták őket. A hosszú menetelés alatt a hastífusz megtizedelte a főként erdélyi bakákból álló nyolcvanezres osztrák–magyar hadifogolycsapatot. Úticéljukra, a szardíniai Asinara-szigetre a kolera is elkísérte és tovább pusztította őket. A karanténszigeten a szabad ég alatt „elszállásolva” sokan megfagytak, éhségüket elverni szándékozva mérgező növényeket ettek. Halottaikat a sziklás talaj miatt el sem tudtak temetni, a tengerbe kellett dobni őket. (Emiatt a halászatot is be kellett tiltani egy időre.) Az élelemhiány néha még kannibalizmusra is rávette némelyiküket. Szász olaszországi hadifogsága alatt több tanulmányt készített szenvedő rabtársairól és iszonyú tábori körülményeikről. Egy kápolnát is épített fogolytársaival.

## Munkássága itthon
1919-ben tért vissza Budapestre. Az 1930-as években Szegeden sok zsánerképet alkotott, főként női modellek után, akik sok festményén felismerhető környékbeli parasztlányok. A második világháború után alma máterében, a budapesti képzőművészeti főiskolán tanított. Fiának, Szász Károly Istvánnak (1909–1979), aki negyvenévesen kezdett festeni is ő volt a mestere. Művei szolíd árakon ma is elérhetők az aukciósházaknál és a magánforgalomban, néhányuk a Magyar Nemzeti Galéria tulajdona.